# 首都各界庆祝中华人民共和国成立50周年大会
首都各界庆祝中华人民共和国成立50周年大会於1999年10月1日在北京市天安門廣場舉行。本次閱兵是中華人民共和國第13次國慶閱兵，黨和國家領導人和中外各界來賓在天安門城樓和觀禮台參加觀禮。
中共中央总书记、国家主席、中央军委主席：江泽民在天安門廣場上檢閱了部隊，參加國慶閱兵的地面方隊有17個徒步方隊、25個車輛方隊。空中梯隊上升到10個。改革開放新時期誕生的陸軍航空兵、海軍陸戰隊、武警特警、預備役等部隊第一次出現在受閱部隊中。受閱的42種大型裝備中，只有兩種參加過1984年的國慶35周年閱兵，其餘都是首次亮相，新裝備占90%以上，是中國軍隊歷史上現代化程度最高的國慶閱兵。這次閱兵與15年前的國慶35周年閱兵相比，國防科技含量增大，高科技武器裝備已開始成為主戰武器，而且這些武器裝備絕大部分为中國製造。人民英雄纪念碑前兩側是紅底白字的巨大標牌「慶祝中華人民共和國成立50周年」、「高舉鄧小平理論偉大旗幟邁向新世紀」。
中国中央电视台、北京电视台并机对大会进行了现场直播，并由《新闻联播》主播邢质斌、罗京担任解说。中央人民广播电台由于芳、丁然担任现场解说。

## 序幕
上午9时58分，在迎賓樂曲聲中，江澤民、李鵬、朱鎔基、李瑞環、胡錦濤、尉健行、李嵐清等黨和國家領導人来到天安門城樓主席台。上午10時正，时任中共中央政治局委員、中共北京市委書記贾庆林宣佈「首都各界慶祝中華人民共和國成立50周年大會」開始後，巨幅「國慶」字样的圖案變為黃底紅字，伴隨著50響禮炮，200名武警國旗護衛隊官兵從人民英雄纪念碑走下，繞過孫中山先生畫像，沿中軸線走向升旗區。1100多人組成的中國人民解放軍聯合軍樂團奏響《中華人民共和國國歌》，全场齐声合唱，鲜艳的五星红旗冉冉升起，高高飘扬在广场上空。

## 閱兵

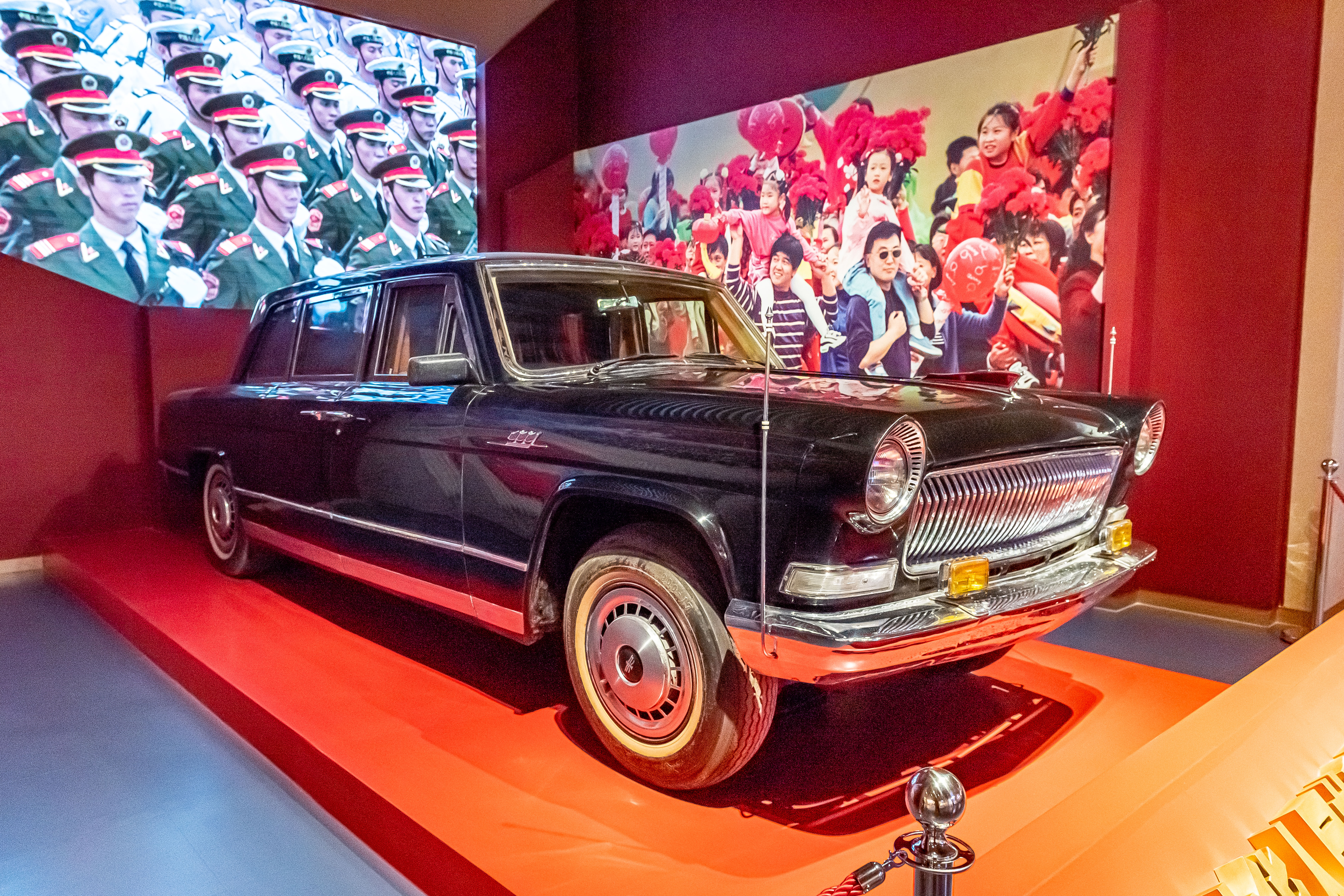
此次阅兵所用的检阅车，现藏于中国共产党历史展览馆

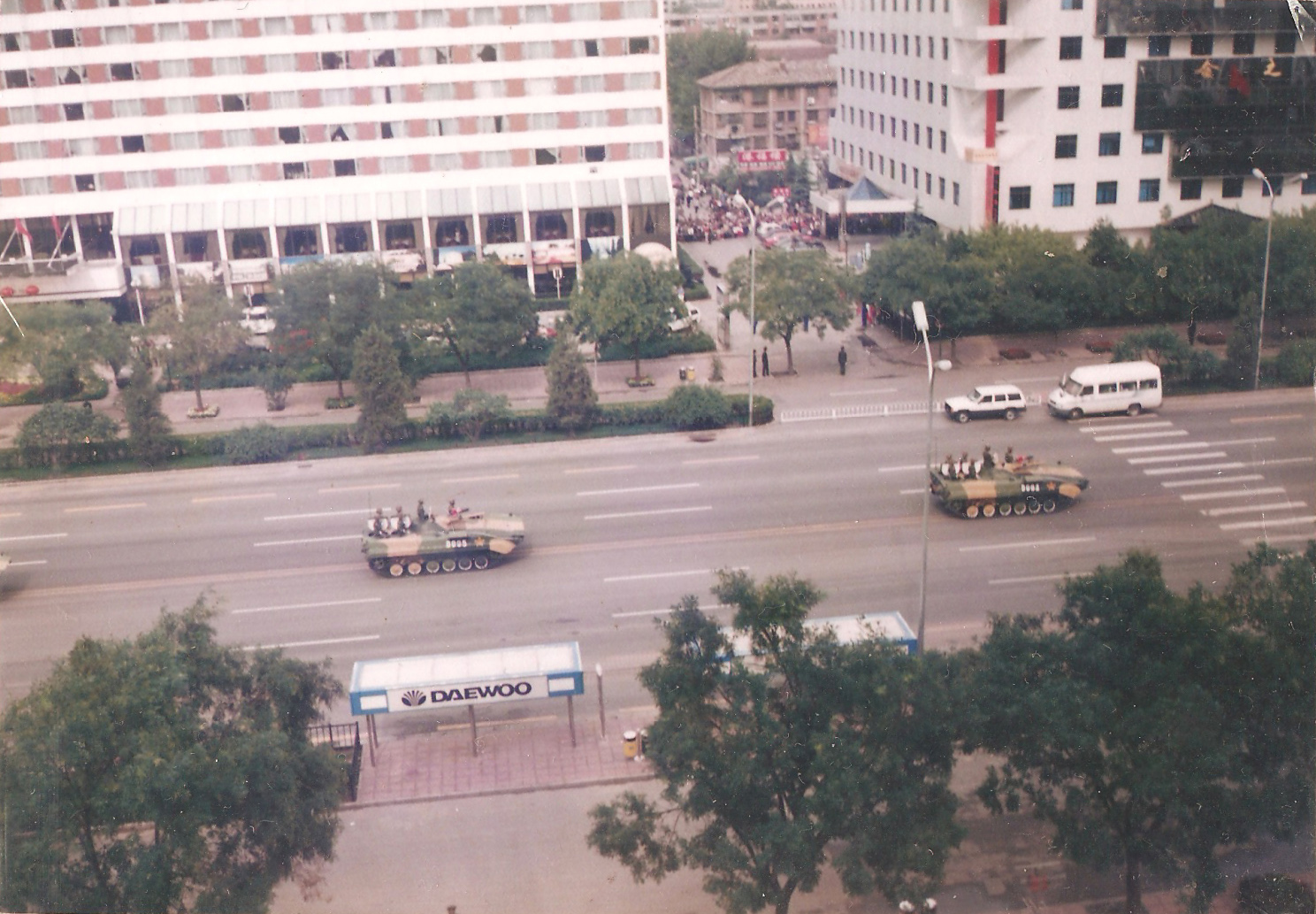
离开广场的装甲车。

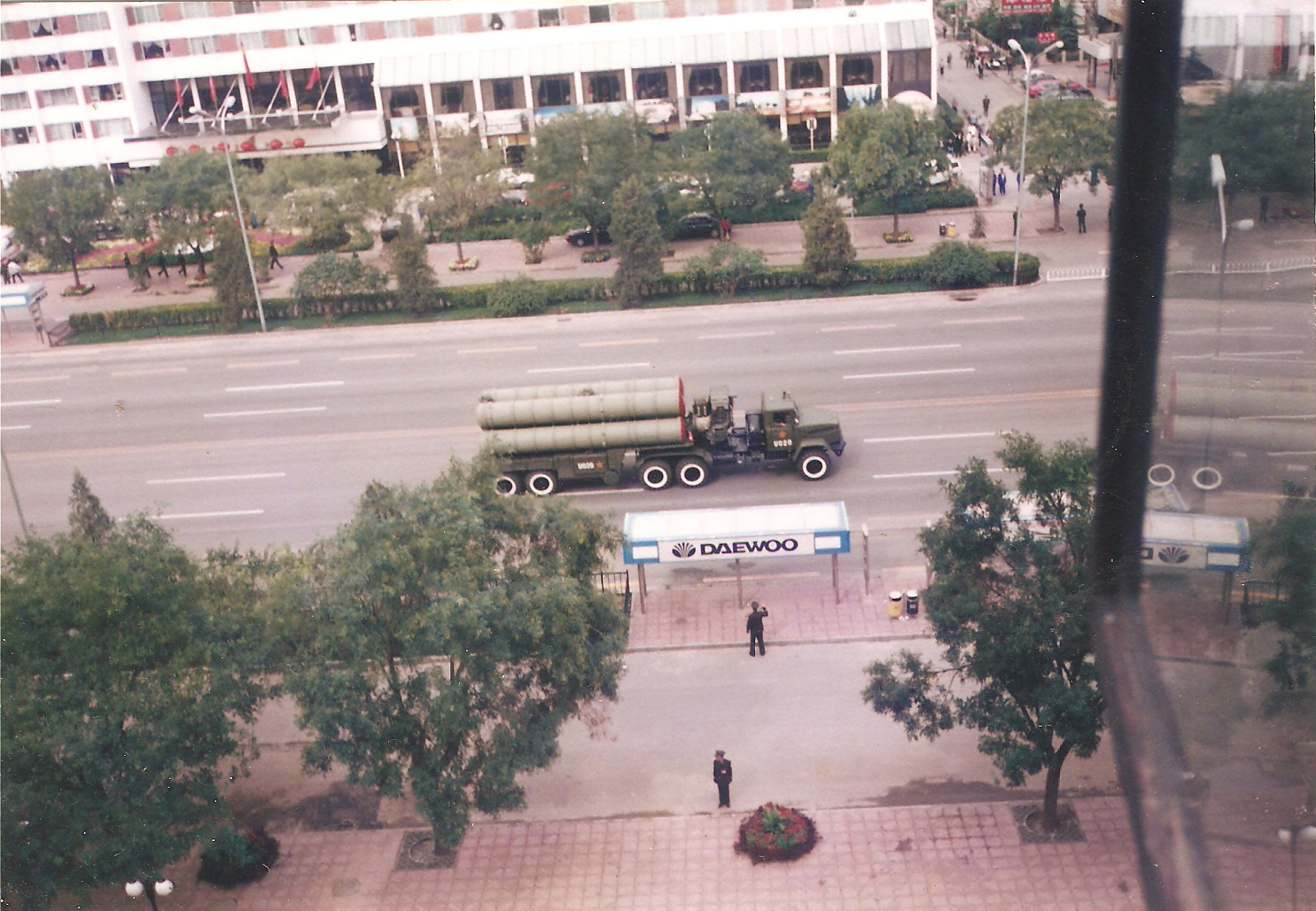
离开广场的导弹。

升旗儀式結束後，中共中央總書記、國家主席、中央軍委主席江澤民乘紅旗牌檢閱車，穿過天安門城樓、跨過金水橋、駛上长安街，在閱兵總指揮、北京军区司令員李新良上將的陪同下，檢閱了由42個人民解放軍陸海空三軍和人民武裝警察部隊、民兵預備役部隊组成的地面方隊。
檢閱完部隊後，中共中央總書記江澤民登上天安門城樓發表講話。
講話結束後，受閱部隊分列式開始，11000多名官兵和400多台戰車、火炮、各種導彈等，分別組成17個徒步方隊和25個車輛方隊，浩浩蕩蕩通過天安門廣場，接受祖國和人民的檢閱。海軍陸戰隊、武警特警部隊、預備役部隊是首次參加國慶閱兵。另外有以空軍為主體，陸軍、海軍航空兵聯合組成的10空中梯隊低空飛過天安門廣場。

## 群眾遊行
閱兵儀式結束後，隨即開始群眾遊行。群眾遊行由3個主題組成，分別為「開國·創業」、「改革·輝煌」、「世紀·騰飛」。共有10萬多人和91輛花車參加巡遊。

## 廣場背景圖案
十萬多名青少年手持花束在廣場上翻牌，變換出多種文字與圖案
- 國慶
- 國徽、年號
- 長城
- 中華人民共和國萬歲
- 軍旗
- 政治合格
- 軍事過硬
- 作風優良
- 紀律嚴明
- 保障有力
- 和平鴿
- 祖國萬歲
- 國旗
- 改革開放
- 奧運五環旗
- 科教興國
- 奔向新世紀
- 民族團結
- 國家統一
- 一國兩制
- 和平發展
- 祖國明天更美好

## 聯合軍樂團
1100多人中國人民解放軍聯合軍樂團以中國人民解放軍軍樂團為主，聯同四總部、各軍區兵種和武警部隊15個單位組成。樂手全部穿上陸軍服裝，演奏多首慶典樂曲。

### 演奏曲目
- 歡迎進行曲
- 中華人民共和國國歌
- 中國人民解放軍進行曲
- 檢閱進行曲
- 人民军队忠于党
- 三大纪律八项注意
- 軍校之歌（即《抗日軍政大學校歌》）
- 當兵的人
- 分列式進行曲
- 戰車進行曲
- 摩托化部隊進行曲
- 炮兵進行曲
- 人民海军向前进
- 火箭部隊進行曲
- 中国空军进行曲
- 歌唱祖国
- 没有共产党就没有新中国
- 我們走在大路上
- 春天的故事
- 在希望的田野上
- 咱们工人有力量
- 长江之歌
- 好日子
- 載歌載舞的人們
- 五環旗下
- 中国，中国，鲜红的太阳永不落
- 走进新时代
- 爱我中华
- 中国少年先锋队队歌
- 七色光
- 歌唱祖国

## 其他出席人员
中国共产党第十五届中央委员会政治局委员全员出席了在天安门城楼上的庆祝大会，其中包括谢非，但谢非并未出席当晚的国庆联欢晚会。谢非回到广州后于当月27日病逝。至于第九届全国人民代表大会常务委员会副委员长中，仅成克杰未出席庆祝大会，引发了外界对成克杰可能涉案一事的猜测。